# Pakistan aux Jeux olympiques d'hiver de 2014
Le Pakistan participe aux Jeux olympiques d'hiver de 2014 à Sotchi en Russie du 7 au 23 février 2014. Il s'agit de sa deuxième participation à des Jeux d'hiver.

## Ski alpin
|                | Athlète      | Épreuves                 | Course 1 | Course 1                 | Course 2 | Course 2                 | Total | Total |
| Temps          | Athlète      | Épreuves                 | Rang     | Temps                    | Rang     | Temps                    | Rang  |       |
| Muhammad Karim | Slalom géant | 1 min 43 s 44 (+22 s 36) | 77e      | 1 min 43 s 97 (+20 s 78) | 71e      | 3 min 27 s 41 (+42 s 12) | 71e   |       |